# 김해리
김해리(1999년 12월 5일~)는 대한민국의 여자 가수이자, 치어리더이다.

## 경력
- kt wiz 응원단 치어리더
- 한화 이글스 응원단 치어리더
- 전남 드래곤즈 응원단 치어리더
- 기아 타이거즈 치어리더
- 안양 KGC 인삼공사 응원단 치어리더
- 안양 KGC 인삼공사 응원단 치어리더